# 波上的魔術師
《波上的魔術師》是日本作家石田衣良以股票投資為主題創作的小說。
在2002年時由富士電視台改編成電視劇《金融小子 Big Money》（ビッグマネー!〜浮世の沙汰は株しだい〜）。

## 內容簡介
只會打柏青哥的無業少年白戶則道突然被神秘的老人小塚泰造雇用為秘書，並將他從一個無所事事的少年訓練為一個金融投資高手，更加入其私下進行的打倒松葉銀行的作戰計畫中。
本作中使用了許多金融術語，也對這些術語作了介紹。而作為本作關鍵的變額保險也是現實中存在並引起糾紛的投資型壽險。

## 登場人物
白戶則道，長瀨智也飾演
本作以第一人稱敘述的主角，從大學肄業的少年，選擇依賴柏青哥維生，一日突然被小塚以高薪雇用，並接受了他的金融投資技術的調教，成為一個對金融趨勢有所掌握的高手。
小塚泰造，植木等飾演
一位以經營地下投資金融的老人，在各個場合也都很吃的開。擁有深厚的金融知識與經驗，因為投資股票而家財萬貫，為了幫故人復仇而進行打倒松葉銀行的計畫。

### 松葉銀行相關人士
關根秀樹，近藤芳正飾演
松葉銀行町屋站前分行行員，男性，頭銜是理財專員，受到小塚幫助而脫離低業績的壓力，但也因此漸漸成為小塚的情報來源。
保坂遙，長谷川京子飾演
松葉銀行總行員工，為公關部主任，30歲的女性。白戶懷著打探消息的主意與其接觸。

### 其他
辰美周二，小日向文世飾演
黑道成員，擁有黑社會的眾多人脈，是小塚的計劃協助者。
波多野光子，八千草薫飾演
小塚的故人遺孀，雖因為阿茲海默症而逐漸失憶，卻遭到松葉銀行的詐欺而失去丈夫及住宅，得到小塚的資助而住在養老院。

## 變額保險
變額保險是日本在泡沫經濟时期由銀行業者與保險業者合作的一種混合了金融投資與壽險的菜單，藉由用不動產抵押來跟銀行借貸，而用借來的錢投資壽險公司股票和購買保險，藉以在簽約者死後用保險費支付不動產的遺產稅和償還銀行利息。但在泡沫經濟崩壞後，壽險公司股票大跌，以致於壽險金不足以還債，而銀行就會取走不動產當抵押。購買者落得失去不動產又欠債的下場。本書中的松葉銀行就是因為發行這種保險模式，導致許多人受害。

## 出版資訊

### 日文版
- 文藝春秋：ISBN 4-16-320280-3 / ISBN 978-4-16-320280-8，2001年8月出版
- 文春文庫：ISBN 4-16-717407-3，2003年9月10日出版
- 德間書店：ISBN 978-4198925529，2007年2月出版

### 简体中文版
- 上海人民出版社：ISBN 9787208084490，2009年5月出版

#### 台湾繁体中文版
- 木馬文化：ISBN 9867475704